# Madtsoiidae
De Madtsoiidae zijn een familie van uitgestorven wurgslangen.

## Voorkomen
Slangen uit deze familie leefden van het Laat-Krijt tot het Oligoceen in grote delen van het zuidelijke supercontinent Gondwana, maar overleefden alleen in Australië tot in het Pleistoceen. Er zijn ook enkele soorten bekend uit zuidelijk Europa.

## Kenmerken
De schedel van deze slangen was minder flexibel dan bij de boa's en pythons en zo minder aangepast voor het doorslikken van grote prooidieren. De vertegenwoordigers van de Madtsoiidae waren zeer primitief en stonden aan de basis van de stamboom van de slangen. De grootst bekende soort was de tot vijftien meter lange Vasuki indicus, die in het Midden-Eoceen leefde in India. Hiermee was deze soort van vergelijkbaar formaat als Titanoboa, de grootst bekende slang.

Overzicht van de grootst bekende slangen, waaronder Gigantophis en Vasuki uit de Madtsoiidae

## Indeling
Tot de familie Madtsoiidae behoren zeventien geslachten:
| - Adinophis - Alamitophis - Eomadtsoia - Gigantophis - Herensugea - Madtsoia |  | - Menarana - Nanowana - Nidophis - Patagoniophis - Platyspondylophis - Powellophis |  | - Rionegrophis - Sanajeh - Vasuki - Wonambi - Yurlunggur |